# GLSDB

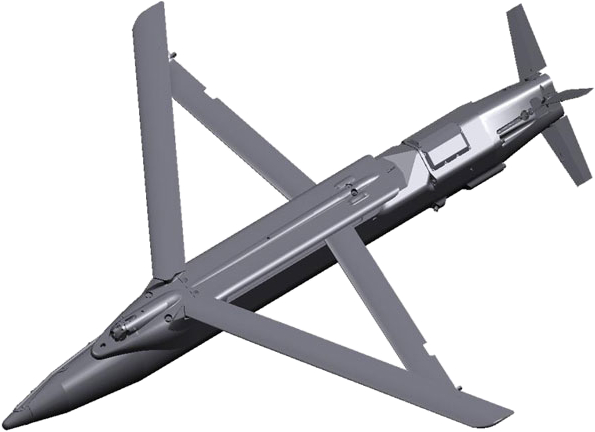
GLSDB в полёте с раскрытыми крыльями

Бомба малого диаметра наземного базирования (англ. Ground Launched Small Diameter Bomb, GLSDB) — оружие, созданное компаниями Boeing и Saab Group, которые модифицировали «бомбу малого диаметра» (SDB) от Боинг (GBU-39), добавив ракетный двигатель. Оружие запускается из наземных ракетных комплексов (РСЗО) M270 и M142 HIMARS.

## Описание
В связи с тем, что армия США собиралась снять с вооружения кассетные боеголовки с реактивных снарядов M26, было предложено использовать их ракетные двигатели для запуска SDB. После того, как ракетный двигатель запустит её на достаточно большую высоту, бомба отстыковывается от двигателя, разворачивает крылья и направляется к цели. Компания полагает, что сможет заполнить пробел в высокоточных стрельбах на большие расстояния, используя меньшую боеголовку, чтобы сохранить более крупные ракетные боеприпасы для стратегических целей. В то время как типичные ракеты MLRS летят по баллистической траектории, SDB с ракетным запуском может быть запущена на высоту и планировать по выбранной траектории. Boeing и Saab Group провели три успешных испытания GLSDB в феврале 2015 года.
В отличие от традиционного артиллерийского вооружения, GLSDB допускает 360-градусный охват для больших и малых углов атаки, облёт местности для поражения целей в горах или возврата к цели позади отстыкованной ракеты-носителя. GLSDB имеет дальность действия 150 км или может поражать цели в 70 км против направления выстрела.
На демонстрации 2017 года GLSDB поразил движущуюся цель на расстоянии 100 км. SDB и ракетный двигатель разделились на высоте, и бомба использовала ГСН SAL для отслеживания и поражения цели. 
Испытания 2019 года расширили этот диапазон до 130 км по цели в море.
Предполагаемая стоимость GLSDB складывается из стоимости авиабомбы GBU-39 (используемой в качестве боеголовки), составляющей 40 000 долларов США и стоимости ракетного двигателя от снятых с вооружения и идущих под списание реактивных снарядов М26 плюс стоимость сборки  (для сравнения, цена за единицу ATACMS — более чем 1 миллион долларов, единицу GMLRS — 168 тыс. долларов).
GLSDB имеет трёхдиапазонную ГСН, сочетающую инерциальное наведение с использованием GPS, инфракрасное и активное радарное самонаведение, что позволяет преодолевать зоны, где подавляются сигналы от спутников. Благодаря лазерному наведению GLSDB может поражать движущиеся цели.

## Тактико-технические характеристики
- Максимальный радиус поражения — 150 км[2].
- Точность попадания — до 1 метра
- Система наведения — инерциальная, спутниковая, инфракрасная и активная радарная
- Пусковые установки — M270, HIMARS, Chunmoo

## Поставки
В ноябре 2022 года Пентагон в связи с российским вторжением в Украину рассматривал возможность поставки GLSDB Украине для запуска из систем залпового огня HIMARS. Системы GLSDB могли быть поставлены в начале 2023 года, при этом использовались бы излишки бомб SDB, оставшиеся после завершения войны в Афганистане. Стоимость одной бомбы SDB при этом оценивалась в 40 000 долларов.
3 февраля 2023 года в администрации США  объявили о пакете помощи для Украины, включающего в себя GLSDB. Это будет первый экспорт и первое боевое применение комплекса GLSDB. Поскольку GLSDB не состоит на вооружении США, заключение контрактов на поставку между правительством США и Boeing, a также доработка пусковых установок, могут занять вплоть до девяти месяцев.
По сообщению Reuters, российские средства РЭБ не позволили бомбам дальнего радиуса действия GLSDB поразить намеченные цели в 2024 году.

## Операторы
Украина — на вооружении с февраля 2024 года.